# Понте Феличе (Анкона)
Понте Феличе (итал. Ponte Felice) насеље је у Италији у округу Анкона, региону Марке.
Према процени из 2011. у насељу је живело 30 становника. Насеље се налази на надморској висини од 29 м.